# Batalla d'Alcántara
La batalla d'Alcántara fou una batalla de la guerra del francès.

## Antecedents
El rearmament austríac que acabaria amb la guerra de la Cinquena Coalició provocà que Napoleó marxés de Valladolid el 17 de gener, arribant a París el 23 de gener. El I Cos del mariscal Claude-Victor Perrin va ser el responsable de la conquesta amb tres divisions d'infanteria sota els generals de la divisió François Amable Ruffin, Eugène-Casimir Villatte i Jean François Leval, dues divisions de cavalleria comandades per Antoine Charles Louis de Lasalle i Victor de Fay de La Tour-Maubourg, així com de l'artilleria del general de la divisió Alexandre-Antoine Hureau de Sénarmont. En total, hi havia 20.000 homes i 50 canons.
La campanya va començar el 15 de març de 1809 creuant el Tajo en diversos punts per convergir a Almaraz, defensada per l'exercit d'Extremadura de Gregorio García de la Cuesta. Les forces de Vicente Cañas y Portocarrero van ser assolades a Mesas de Ibor per la divisió alemanya de Leval, obligant la Cuesta a retirar-se al Guadiana. Durant la retirada, la cavalleria espanyola de Juan de Henestrosa va ser assignada a la rereguarda i la divisió de cavalleria de Lasalle formada pel cinquè i desè regiment de caçadors a cavall, el 2n regiment d'hússars i el 9è regiment de dragons va dirigir la persecució francesa. Entretant, José de Urbina y Urbina, comandant de l'exercit de la Manxa envià la divisió del duc d'Albuquerque a atacar entorpir l'avançada francesa a Toledo mentre ell defensava Ciudad Real.
El 20 de març, es va produir un primer xoc a Berrocal en què el cinquè de caçadors a cavall va escombrar els carrabiners espanyols. L'endemà, mentre la retirada de la Cuesta continuava, Henestrosa va emboscar als seus perseguidors francesos a la batalla de Miajadas, i dies després a la batalla de Medellín, on es va destruir l'exèrcit d'Extremadura.

## Batalla
Al maig, Arthur Wellesley va ordenar que el primer batalló de la Leal Legião Lusitana del coronel William Mayne, el batalló de milícies Idanha i sis canons de la Legió servissin com a avançada al cos de Mackenzie. Els 1.850 portuguesos van baixar de les muntanyes direcció nord, van creuar a Espanya i es van dirigir a Alcántara, on l'antic pont romà sobre el riu Tajo unia el nord i el centre d'Extremadura. Creient que el destacament de Mayne era la punta de llança d'una ofensiva, Claude Victor Perrin va partir l'11 de maig per fer front a l'amenaça.
La divisió de Víctor era comandada per Pierre Belon Lapisse. La 2a divisió del I Cos es componia de tres batallons cadascun del 16è regiment d'infanteria lleugera i el 8è, 45è i 54è regiments d'infanteria de línia, i els 1r, 2n, 4t, 9è, 14è i 26è esquadrons de la divisió de dragons de Victor de Fay de La Tour-Maubourg, i 12 canons, comptabilitzant 9.500 homes.
El 14 de maig, la columna de Víctor va entrar en contacte amb les avançades de Mayne a Brozas i les va fer retirar ràpidament. Mayne no va intentar defensar la ciutat d'Alcántara, a la riba sud del Tajo, va atacar les seves tropes a la riba nord, i va minar i barricar el pont. Prenent la situació, Víctor va decidir estovar les defenses abans d'enviar la infanteria. L'artilleria i la infanteria franceses van començar a disparar sobre el riu als portuguesos de Mayne, i els defensors van resistir durament tres hores, però al voltant del migdia, la milícia portuguesa es va espantar i va fugir, i Mayne va ordenar que es detonessin les càrregues sobre el pont. Quan el fum de l'explosió es va esvair, es va descobrir que el dur pont vell encara estava intacte. Un costat de l'arc havia desaparegut, però la llum estava en peu. En aquest moment, l'artilleria francesa havia aconseguit desmuntar un dels canons de Mayne i silenciar la resta. Víctor va ordenar que una de les brigades de Lapisse prengués el pont, i quan els soldats francesos aconseguiren frenar el foc defensiu i guanyar peu a la riba nord, Mayne ordenà una retirada al pas de Salvaterra.

## Conseqüències
Les 20.000 tropes britàniques de Wellesley van avançar cap a Espanya per unir-se a 33.000 tropes espanyoles sota el general Cuesta, que havia aconseguit refer l'exèrcit d'Extremadura, marxant per la vall del Tajo fins a Talavera de la Reina, on es van trobar amb 46.000 francesos que anaven al seu encontre sota el mariscal Claude Victor Perrin i el major general Horace Sébastiani, amb el rei Josep, al comandament nominal.
Els francesos es van veure sorpresos per l'empenta sud, perquè el 9 de novembre l'exèrcit del sud era a 35 quilòmetres de Madrid, amb només 7.000 soldats francesos que els bloquejaven. Llavors, Juan Carlos de Aréizaga va perdre els nervis i es va aturar tres dies abans de continuar cap a Madrid, però es va topar amb dues divisions franceses i es va retirar. En retornar dies després van trobar els francesos alertats i concentrats per interceptar l'exèrcit espanyol, que fou derrotat a la catàstrofica batalla d'Ocaña i juntament amb la de exèrcit espanyol del nord una setmana després a la batalla d'Alba de Tormes van deixar Espanya oberta a la dominació francesa, el camí estava obert a la conquesta francesa d'Andalusia.